# Frank Chase
Frank Chase (* 1924; † 2007) war ein US-amerikanischer Jazzmusiker (Tenorsaxophon, Klarinette). Chase wurde für seinen ausdrucksstarken Klarinettenstil in der Orientierung am Chicago Jazz der 1920er- und 1930er-Jahre bewundert.

## Leben und Wirken
Chase spielte bereits als Jugendlicher ab den späten 1930er-Jahren in New York bei Bill Challis and His Orchestra, 1940 bei Freddie Rich. Um 1942 nahm er unter eigenem Namen mit seinem Frank Chase Saxophone Choir Traditionals (wie „Song of the Volga Boatmen“) und Stücke von Chopin und Rachmaninoff auf. In den Nachkriegsjahren gehörte er der Intensely Vigorous Jazz Band und den Cellar Boys von Marty Grosz an. Des Weiteren spielte er mit Wild Bill Davison (Jazz at Storyville) und Dewey Jackson.
Ab Mitte der 1950er-Jahre arbeitete Chase in Chicago u. a. mit Natty Dominique and His New Orleans Hot Six, der Dave Remington Dixie 6 und mit Marty Grosz’ Honoris Causa Band. In den folgenden Jahren spielte er mit Jabbo Smith, Jim Kweskin with the Neo-Passe Jazz Band (der auch Kim Cusack, Johnny Frigo und Truck Parham angehörten), ebenso mit Jimmy Archey und Don Ewell, ab den 1980er-Jahren auch mit Butch Thompson, The Chicago Loopers und der Salty Dogs Jazz Band (Live at the Sabre Room). Des Weiteren leitete er das Frank Chase's Saxophone Sextet. Im Bereich des Jazz war er laut Tom Lord zwischen 1936 und 2010 an 28 Aufnahmesessions beteiligt.
Laut David Radlauer war Chase vor allem von dem forsch-ausdrucksstarken Klang früher euroamerikanischer Jazz-Klarinettisten aus Chicago wie Pee Wee Russell und Frank Teschemacher beeinflusst. Eine weitere Inspiration für ihn waren Urgesteine aus New Orleans, die Holzbläser waren, wie Johnny Dodds, Omer Simeon und Darnell Howard.

## Diskographische Hinweise
- Jimmy Archey and Don Ewell at the Emporium of Jazz (GHB Records, 1967)
- Butch Thompson and His Boys in Chicago - Featuring Frank Chace (Jazzology, 1985), mit Charlie DeVore, John Otto, Jack Meilahn, Bill Evans, Hal Smith
- The Chicago Loopers Featuring Frank Chace: Live 1987 (Jazzology, 1987), mit Tom Pletcher, Tom Bartlett, Joe Johnson, Dan Shapera, Hal Smith